# Équipe du Canada féminine de hockey sur gazon
L'équipe du Canada de hockey sur gazon féminin est l'équipe représentative du Canada dans les compétitions internationales féminines de hockey sur gazon. 

## Palmarès

### Jeux olympiques[1]
- 1984 : 5e
- 1988 : 6e
- 1992 : 7e

### Coupe du monde
- 1978 : 5e
- 1981 : 5e
- 1983 :  2e
- 1986 :  3e
- 1990 : 10e
- 1994 : 10e

### Ligue mondiale
- 2012-13 : 15e
- 2014-15 : 14e

### Champions Trophy
- 1987 : 4e
- 1989 : 6e

### Jeux du Commonwealth
- 1998 :  2e
- 2002 : 7e
- 2006 : 8e
- 2010 : 6e
- 2014 : 4e

### Jeux panaméricains
- 1987 :  3e
- 1991 :  2e
- 1995 :  3e
- 1999 :  3e
- 2003 : 5e
- 2007 : 5e
- 2011 : 4e
- 2015 :  3e

### Coupe panaméricaine
- 2001 :  3e
- 2004 :  3e
- 2009 : 5e
- 2013 :  3e